# Haemogregarina delagei
Espèce
Haemogregarina delagei est une espèce d'apicomplexés de la famille des Haemogregarinidae.